# اتفاقية تامبيري
اتفاقية تامبيري (بالإنجليزية: Tampere Convention) بالكامل: «اتفاقية تامبيري بشأن توفير موارد الاتصالات للتخفيف من آثار الكوارث وعمليات الإغاثة» ،  هي معاهدة متعددة الأطراف تنظم توفير وتوافر مُعدات الاتصالات أثناء عمليات الإغاثة من الكوارث، عبر الحدود الدولية من قِبل هواة الراديو. أُبرمت الاتفاقية في المؤتمر الحكومي الدولي الأول للاتصالات في حالات الطوارئ (ICET-98) في تامبيري، فنلندا، عام 1998م، ودخلت حيز النفاذ في 8 يناير 2005م. واعتبارًا من سبتمبر 2014م، بلغ عدد الدول الأطراف في الاتفاقية 48 دولة.
هذه الاتفاقية، وهي المعاهدة الأولى من نوعها، وُضعت في المقام الأول كوسيلة للتأثير على الدول الأطراف للسعي إلى تحقيق مجموعة من التوقعات المشتركة فيما يتعلق بحرية وصول الأشخاص الذين يُقدمون خدمات الطوارئ في حالات الكوارث. فقد كلفت العوائق التي تُحد من نشر معدات الاتصالات ومشغليها عبر الحدود إلى خسائر في الأرواح في كوارث سابقة. 
تُناقَش القضايا المتعلقة باختصاصات اتفاقية تامبيري في المؤتمر العالمي لاتصالات الطوارئ عبر الراديو للهواة (GAREC)، والذي يُعقد سنويًا في مواقع دولية مُختلفة.

## روابط خارجية
- النص الكامل لاتفاقية تامبيري باللغتين الإنجليزية والفرنسية والإسبانية .
- الموقعون والتصديقات نسخة محفوظة 26 July 2012 على موقع واي باك مشين.   .
- إعلان تامبيري بشأن الاتصالات في حالات الكوارث